# Pootmot
De pootmot (Stathmopoda pedella) is een vlinder uit de familie Stathmopodidae.

## Kenmerken
Het uiterlijk van de mot is geel met lichtbruine tekeningen. De naam heeft hij te danken aan twee opvallende, vrij dikke, lange poten, die vaak samen met het lichaam een T-vorm vormen.
De spanwijdte bedraagt tussen de 11 en 15 millimeter.

## Levenscyclus
De vliegtijd is juni en juli. Als waardplanten worden witte els en zwarte els gebruikt. De rupsen leven in de rijpende katjes. De verpopping vindt plaats bij de grond, de pop overwintert.

## Voorkomen
Stathmopoda pedella is wijdverbreid in Europa, behalve in het verre noorden en zuidoosten, maar de soort wordt zelden lokaal gevonden. In het zuiden komt hij voor in bergachtige streken. Je vindt ze ook in de Kaukasus en in het verre oosten van Rusland. De soort werd geïntroduceerd in Noord-Amerika.
In Nederland en België komt de pootmot vrij algemeen voor.